# Ernst Kindström
Ernst Jonas Kindström, född 22 februari 1881 i Bankekinds församling, Östergötlands län, död 22 december 1964 i Halmstad, var en svensk läkare.
Kindström, som var son till godsägare Ernst Jacob Kindström och Emma Johnson, avlade studentexamen i Linköping 1900, mediko-filosofisk examen vid Uppsala universitet 1902 samt blev medicine kandidat där 1907 och medicine licentiat vid Karolinska Institutet 1916. Han blev fältläkarstipendiat 1911, bataljonsläkare i Fältläkarkåren 1916, vid Västgöta regemente 1917, regementsläkare i Fältläkarkåren 1926, vid Kronobergs regemente 1926, bataljonsläkare vid Göta ingenjörkår 1928 och var regementsläkare vid Hallands regemente från 1933.
Kindström var amanuens vid Karolinska Institutets patologiska institution 1910–1911, underläkare vid Sabbatsbergs sjukhus och Epidemisjukhuset i Stockholm, provinsialläkare i Rättviks, Älvdalens och Svärdsjö distrikt 1914–1915, underläkare vid Västerås länslasarett 1916–1917, läkare vid telegrafverket i Vänersborg 1920–1926, vid Älvsborgs läns landstings privatsjukhus 1919–1920 samt i Svenska Röda korsets invalidtransporter mellan Haparanda och Trelleborg 1916. Han var läkare vid rannsakningshäktet i Halmstad och vid Singeshults fångkoloni från 1938.